# تلمبه محمد رفسنجانی
تلمبه محمد رفسنجانی یک منطقهٔ مسکونی در ایران است که در دهستان گلستان (سیرجان) واقع شده‌است.